# Quantico (3.ª temporada)
A terceira temporada de Quantico, uma série de televisão norte-americana de drama e suspense, estreou na noite de 26 de Abril de 2018, na rede de televisão American Broadcasting Company (ABC). A temporada está sendo produzida ABC Studios. Os produtores executivos são: o criador de série Joshua Safran, Mark Gordon, Robert Sertner, Nicholas Pepper e Jorge Zamacona.
A terceira temporada consistirá em treze episódios, baixando a conta dos vinte e dois das duas temporadas anteriores. A temporada é transmitida às 22:00 nas quintas-feiras nos Estados Unidos. A série foi cancelada em 11 de maio de 2018 pela ABC.

## Produção e Desenvolvimento

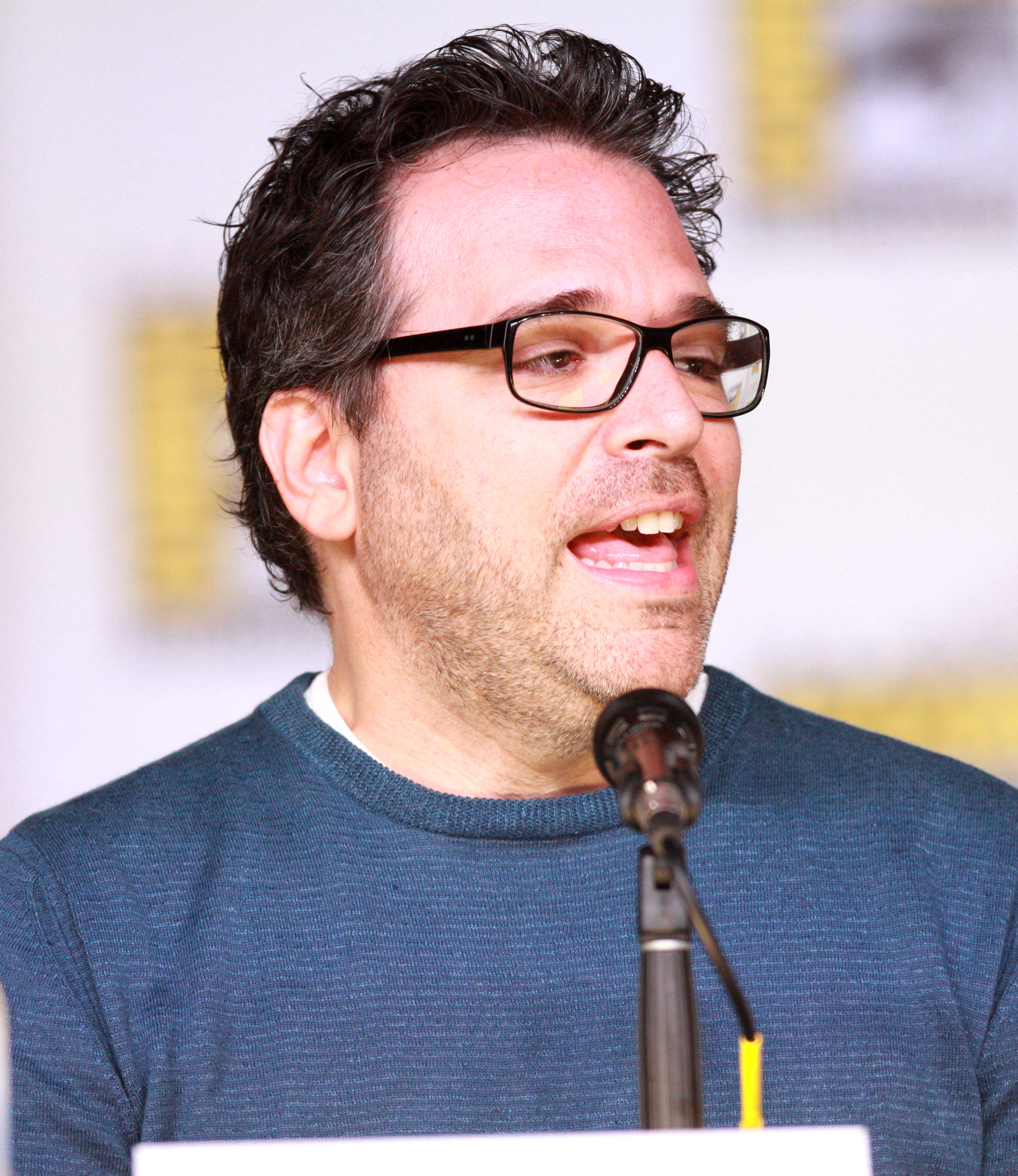
Michael Seitzman será o novo escritor principal da série.

Em Maio de 2017, a ABC renovou a série para a terceira temporada de 13 episódios. Como parte do processo de renovação, Safran deixou de ser o Escritor principal da série, mas ficando como um consultante. No mês seguinte, foi anunciado que  Michael Seitzman será o novo escritor principal e o Safran será creditado como um produtor executivo. A terceira temporada estreou no dia 26 Abril de 2018.

### Filmagens
Algumas cenas da estreia da terceira temporada foram filmadas na localidade em Itália. As filmagens da terceira temporada começaram no dia 10 de Outubro de 2017. Em Março de 2018, foi confirmado pelo showrunner Michael Seitzman que alguns dos últimos episódios desta temporada serão filmados na localidade de Irlanda. As filmagens da terceira temporada terminaram no dia 21 de Abril de 2018.

## Elenco e Personagens

### Escolha do elenco
Depois do anuncio de renovação da série, foi reportado que Al Massri e a Thusi iriam sair da série, e  em Junho de 2017, foi reportado que Ellis e Tovey poderiam não voltar para a série como parte de uma reestruturação criativa. No entanto, em Agosto de 2017, foi confirmado que Tovey não deixaria a série e voltaria como um regular. Mais tarde em Julho de 2017, Marlee Matlin juntou-se ao elenco regular da série. Ela vai interpretar o papel de Jocelyn Turner , uma ex-agente do FBI. No dia 21 de Novembro de 2017, foi anunciado que Alan Powell vai entrar no elenco regular da série na terceira temporada. Ele vai interpretar Mike McQuigg, um agente infiltrado. No dia 6 de Dezembro de 2017, foi anunciado que Amber Skye Noyes vai entrar no elenco recorrente da série para interpretar Celine Fox. No dia 17 de Janeiro de 2018, foi anunciado que Vandit Bhatt vai entrar no elenco recorrente de série para interpretar Jagdeep Patel. No dia 16 de Fevereiro de 2018, foi confirmado que Aunjanue Ellis deixou a série.
| - Priyanka Chopra como Alex Parrish - Jake McLaughlin como Ryan Booth - Johanna Braddy como Shelby Wyatt - Russell Tovey como Harry Doyle - Blair Underwood como Owen Hall - Marlee Matlin como Jocelyn Turner - Alan Powell como Mike McQuigg | - Amber Skye Noyes como Celine Fox - Vandit Bhatt como Jagdeep Patel - Donald Paul como Leon Riggs - Jayne Houdyshell como The Widow - Nathan Darrow como Felix Pillay - Jamie Jackson como Gavin Pillay | - Jay Armstrong Johnson como Will Olsen - Ana Khaja como Sita Parrish - Andrea Bosca como Andrea - Erik Jensen como Damon Grosch - Chris McKinney como Larry Reese - Frances Turner como Chelsea Lee - Peter Rini como Joel Akers - Omar Maskati as Khaled - Alexander Sokovikov as Dmitri Ivanov - Piter Marek as Ali - Lara Wolf as Nora |

## Episódios
| No. na série | No. | Título                | Dirigido por        | Escrito por                      | Exibição            | Audiência (milhões) |
| --- | --- | --------------------- | ------------------- | -------------------------------- | ------------------- | ------------------- |
| 45 | 1   | "The Conscience Code" | Russell Lee Fine    | Michael Seitzman                 | 26 de Abril de 2018 | 2.66                |
| Ryan e Alex recrutam Owen e Harry para ajudar a resgatar sua amiga e derrotar a vilã. Para ajudar a causa, Owen chama a ex-agente Jocelyn Turner, que tem seu próprio passado negro com A Viúva. Um novo futuro está a frente para esse time quando eles concordam em trabalharem juntos como uma força-tarefa de elite.                                       |     |                       |                     |                                  |                     |                     |
| 46 | 2   | "Fear and Flesh"      | Alexandra Kalymnios | Dave Kalstein                    | 3 de Maio de 2018   | 2.15                |
| Ao rastrear a origem de um tipo fatal de tuberculose que ameaça os americanos, o agente Ryan Booth deve se infiltrar disfarçado numa organização de supremacia branca - uma tarefa que ameaça a vida de outro membro da equipe. |     |                       |                     |                                  |                     |                     |
| 47 | 3   | "Hell's Gate"         | Constantine Makris  | Tom Mularz                       | 10 de maio de 2018  | 1.97                |
| A equipe deve proteger um ex-agente da CIA para derrubar um líder do cartel de drogas, uma tarefa que coloca a vida de todos em perigo. |     |                       |                     |                                  |                     |                     |
| 48 | 4   | "Spy Games"           | Kevin Sullivan      | Julia Cohen                      | 25 de Maio de 2018  | 2.62                |
| Alex e McQuigg são designados para proteger um príncipe após o assassinato de um emir - mas a equipe logo percebe que o assassino está mais perto do que eles pensam. |     |                       |                     |                                  |                     |                     |
| 49 | 5   | "The Blood of Romeo"  | David McWhirter     | Adam Armus                       | 1 de Junho de 2018  | 2.99                |
| Quando um professor de física de uma grande universidade dos Estados Unidos rouba urânio, a equipe se esforça para encontrar o professor e o urânio perdido antes que ele possa ser usado em uma importante cúpula internacional em Nova York. |     |                       |                     |                                  |                     |                     |
| 50 | 6   | "The Heavens Fall"    | Russell Lee Fine    | Michael Brandon Guercio          | 15 de Junho de 2018 | 2.56                |
| Jocelyn compartilha sua história pessoal de perda auditiva quando se vê face a face com o adversário responsável pela explosão da bomba que mudou sua vida para sempre. Enquanto isso, a equipe trabalha em conjunto para derrubá-lo e se infiltra em uma operação clandestina e ilegal, mas o plano traz consequências fatais quando nem todo mundo sai vivo. |     |                       |                     |                                  |                     |                     |
| 51 | 7   | "Bullet Train"        | Rob Bowman          | Tom Mularz & Gideon Yago         | 22 de Junho de 2018 | 2.41                |
| A equipe é encarregada de proteger um cientista que desenvolveu uma tecnologia mortal que, nas mãos erradas, poderia ter consequências devastadoras para a humanidade. Enquanto isso, Ryan e Shelby descobrem algo pessoal de Alex que indica uma possível mudança em sua vida.                                                                                |     |                       |                     |                                  |                     |                     |
| 52 | 8   | "Deep Cover"          | Jim McKay           | Cole Maliska & Joe Webb          | 29 de Junho de 2018 | 2.71                |
| Alex trabalha sob disfarce em uma missão se passando por um empreiteiro militar americano que, acredita-se, fechou um acordo mortal com outro país; mas no final, é a vida de Alex que está em perigo. |     |                       |                     |                                  |                     |                     |
| 53 | 9   | "Fear Feargach"       | P. J. Pesce         | Dave Kalstein & Matthew Klam     | 6 de Julho de 2018  | TBD                 |
| Vidas entram em perigo enquanto a equipe protege Shelby quando ela se encontra com alguém de seu passado, resultando em consequências mortais. |     |                       |                     |                                  |                     |                     |
| 54 | 10  | "No Place Is Home"    | Kenneth Fink        | Gisselle Legere & Julia Cohen    | 13 de Julho de 2018 | TBD                 |
| Quando Owen e McQuigg recebem notícias devastadoras sobre membros da família, a equipe fica em alerta máximo, já que eles rapidamente descobrem que nenhum lugar é seguro. |     |                       |                     |                                  |                     |                     |
| 55 | 11  | "The Art of War"      | Jennifer Phang      | Adam Armus & Tom Mularz          | 20 de Julho de 2018 | TBD                 |
| Conor Devlin tem planos próprios quando deseja se vingar e retorna ao seu país de origem, a Irlanda; enquanto isso, a equipe inconscientemente se vê como um peão nos planos dele. |     |                       |                     |                                  |                     |                     |
| 56 | 12  | "Ghosts"              | Russell Lee Fine    | Julia Cohen & Matthew Klam       | 27 de Julho de 2018 | TBD                 |
| Conor Devlin continua a sua busca por vingança quando alguém do passado de Alex volta à sua vida. |     |                       |                     |                                  |                     |                     |
| 57 | 13  | "Who Are You?"        | Russell Lee Fine    | Dave Kalstein & Michael Seitzman | 3 de Agosto de 2018 | TBD                 |
| A equipe está na Irlanda e, quando finalmente se deparam com Conor Devlin, nem todos saem vivos. E Alex toma uma decisão transformadora sobre seu futuro. |     |                       |                     |                                  |                     |                     |